# Irreemplazable
Irremplazable este un EP în limba Spaniolă al cântăreței Beyoncé. LP a fost lansat pe 28 august 2007. EP-ul cuprinde piesele înregistrate pentru ediția de lux a albumului B’Day și anume "Beautiful Liar", remixurile acestuia, un remix al lui "Get Me Bodied" și variantele în spaniolă ale cântecelor "Listen" și "Irreplaceable".

## Conține

### LP
1. "Amor Gitano"  (împreună cu  Alejandro Fernández)-3:48
2. "Oye" (versiunea în spaniolă "Listen") 3:41
3. "Irreemplazable" (versiunea în spaniolă "Irreplaceable")-3:48
4. "Bello Embustero" (versiunea în spaniolă"Beautiful Liar")-3:20
5. "Beautiful Liar" (Remix împreună cu Shakira)-3:01
6. "Beautiful Liar" (versiunea în spaniolă featuring Sasha a.k.a. Beyoncé)-3:21
7. "Irreemplazable" (Nortena Remix)-3:51[1]
8. "Get Me Bodied" (Timbaland Remix împreună cu Voltio)-6:14[2]

### DVD
- În spatele scenei

Beyoncé en Español:
"La Evolución Latina de Beyoncé" (Evoluția latină a lui Beyoncé)
- Videoclip

"Get Me Bodied" (Timbaland Remix) și Voltio

## Clasamente
| Clasament (2007)       | Poziția maximă | Vânări           |
| ---------------------- | -------------- | ---------------- |
| U.S. Billboard 200     | 105            | 50.000+          |
| Latin Pop Albums       | 2              |                  |
| Top Latin Albums       | 3              |                  |
| Top R&B/Hip-Hop Albums | 41             |                  |
| Greek Album Chart      | 1              | 25.000 (Platină) |
| La nivel Mondial       | —              | 100.000 +        |